# Friedrich Liss
Friedrich Simon Peter Otto Joachim Liss (* 8. Oktober 1795 in Dargun; † 17. Juni 1878 in Sülze) war ein deutscher Jurist und Bürgermeister.
Friedrich Liss wurde am 8. Oktober 1795 als Sohn des Amtsregistrators Johann Liss (* 1767) in Dargun in erster Ehe geboren. Nach seinem Abitur Ostern 1816 an der Domschule Güstrow studierte Liss Rechtswissenschaften in Rostock (1816) und Jena. In Jena wurde Liss am 18. Juni 1819 Mitglied der Urburschenschaft (Stammbuch Nr. 808).
Nach seinem Studium war Liss als Kanzleiadvokat in Rostock (1822), in Wahlow (1823) und Gnoien (1828) tätig. Im Jahr 1831 war Liss Auditor beim Stadtgericht Gnoien, bevor er in selbiger Stadt (oder in Sülze) als Senator wirkte. In den Jahren 1841 bis 1859 war er Bürgermeister der Stadt Sülze und ebenda ab 1841 zugleich Stadtrichter.